# Zatrephes foliacea
Zatrephes foliacea är en fjärilsart som beskrevs av Rothschild 1909. Zatrephes foliacea ingår i släktet Zatrephes och familjen björnspinnare. Inga underarter finns listade i Catalogue of Life.